# James Learmonth Gowans
James Learmonth Gowans (Sheffield, 7 maggio 1924 – 1º aprile 2020) è stato un medico britannico che nel 1976 vinse la Royal Medal.